# Skirściny (przystanek kolejowy)
Skirściny (biał. Скірсціны, ros. Скрестины) – przystanek kolejowy w miejscowości Skirściny, w rejonie oszmiańskim, w obwodzie grodzieńskim, na Białorusi. Leży na linii Mińsk – Wilno.